# Steve Marker
Steve Marker (n. 6 de marzo de 1959) es un músico y productor discográfico estadounidense, más conocido internacionalmente como el guitarrista de la banda estadounidense de rock alternativo Garbage.
Marker cofundó Smart Studios en Madison con Butch Vig en 1984, y ha mantenido una carrera de productor ingeniero y mezclador hasta formar la banda Garbage con Vig y Duke Erikson en 1994. Él conoció a Shirley Manson al verla por primera vez en un videoclip de su antigua banda Angelfish en MTV, lo que la condujo a ser la vocalista de Garbage. Desde el 2005, Garbage ha estado en una pausa indefinida, mientras Marker ha tocado en Carbondale, Colorado.
Está casado, y tiene una hija llamada Ruby (nacida en abril de 2000).

## Discografía

### Álbumes de estudio
Garbage
- Garbage (1995)
- Version 2.0 (1998)
- Beautiful Garbage (2001)
- Bleed Like Me (2005)
- Special Collection (2002)
- Absolute Garbage (2007)
- Not Your Kind of People (2012)
- Strange Little Birds (2016)
- No Gods No Masters (2021)
- Let All That We Imagine Be the Light (2025)

## Productor
Steve Marker también sirvió como productor, o coproductor en los siguientes álbumes:
- 1984: Killdozer - Intellectuals Are the Shoeshine Boys of the Ruling Elite
- 1985: Killdozer - Snakeboy
- 1992: Gumball - Wisconsin Hayride
- 1993: The Heart Throbs - Vertical Smile
- 1995: Garbage - Garbage
- 1998: Garbage - Version 2.0
- 2001: Garbage - Beautiful Garbage
- 2005: Garbage - Bleed Like Me

El también es el ingeniero de sonido en los siguientes álbumes:
- 1987: Tar Babies - Fried Milk
- 1989: Killdozer - Twelve Point Buck
- 1990: Poopshovel - I Came, I Saw, I Had A Hotdog
- 1992: L7 - Bricks Are Heavy